# Jean-Paul Heider
Jean-Paul Heider  (ur. 13 lutego 1939 w Strasburgu) – francuski polityk i samorządowiec, od 1993 do 1994 poseł do Parlamentu Europejskiego III kadencji.

## Życiorys
Związał się ze Zgromadzeniem na rzecz Republiki, został m.in. jego sekretarzem w departamencie Górny Ren. Z jego ramienia pełnił funkcję wiceprzewodniczącego rady regionalnej Alzacji, zasiadał też w radzie gminy Thann. W 1989 kandydował wyborach do Parlamentu Europejskiego, mandat objął 10 czerwca 1993 w miejsce Valéry'ego Giscard d’Estaing. Przystąpił do Europejskiego Sojuszu Demokratycznego, należał do Komisji ds. Środowiska Naturalnego, Zdrowia Publicznego i Ochrony Konsumentów oraz Delegacji ds. stosunków z państwami Ameryki Południowej. W 1998 i 2004 był ponownie wybierany do rady regionalnej Alzacji, zasiadał w niej do 2010. Do 2009 stał na czele struktur Unii na rzecz Ruchu Ludowego w departamencie.